# Comtoise

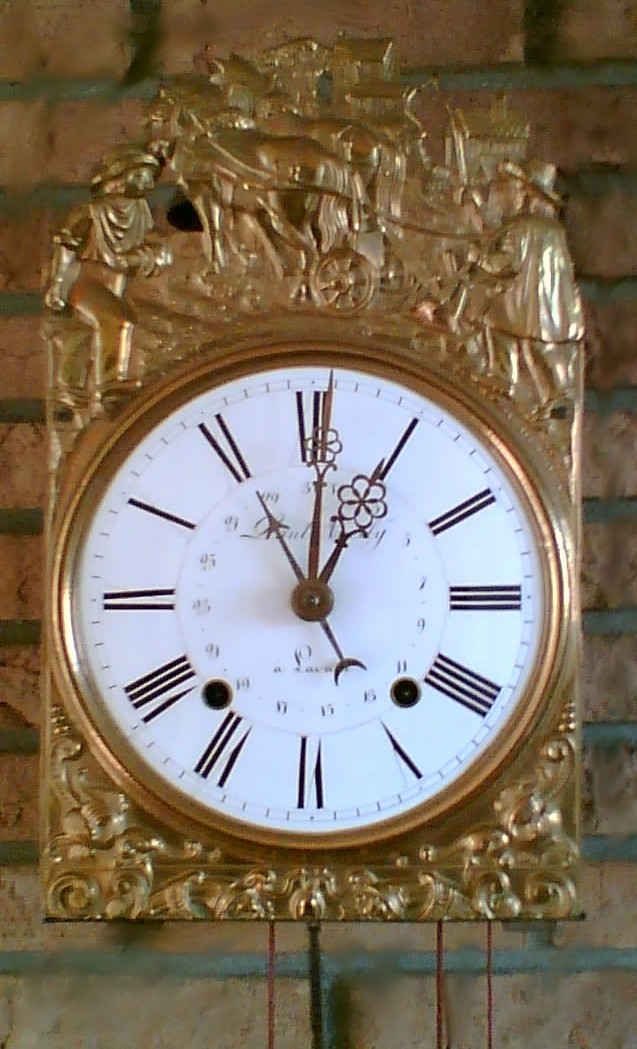
Franse comtoise-klok

Een comtoise is een type klok dat van circa 1680 tot in de 19e eeuw in Frankrijk werd gemaakt, meer bepaald in de Jura. Het specifieke kenmerk van een comtoise is de opbouw met een metalen frame waarin het gedeelte voor de tijdaanwijzing naast het slagwerk geplaatst is tussen apart uitneembare spijlen. De vorm en uitvoering van de wijzerplaat en versiering van het front en de slinger zijn afhankelijk van de bouwperiode. De meeste comtoises hebben een grote emaille wijzerplaat met romeinse cijfers.
Het woord is afgeleid van Franche-Comté, een regio in Frankrijk met Besançon als belangrijkste centrum. Uit Zwitserland uitgeweken uurwerkmakers begonnen hier een nieuw bestaan. Vaak werd een comtoise door een lokale meubelmaker in een houten kast geplaatst die een centrale plaats in het Franse huishouden innam.

## Mechanisme
De comtoise is een pendule, een slingerklok, die doorgaans twee gewichten van ieder zo'n 3,5 tot 4,5 kilo heeft. Als de klok op twee meter hoogte aan de muur gehangen wordt, loopt de normale uitvoering 8 dagen. Vaak hangt men deze wat lager, zodat hij maar 6,5 of 7 dagen loopt. Er zijn ook 'maandlopers' die een tandwiel meer hebben en zwaardere gewichten (8 tot 10 kilo). Deze lopen 30 dagen.

## Slagwerk
Voor zover bekend, heeft elke comtoise een repetitieslagwerk, wat betekent dat hij precies op het uur het aantal uren slaat en dit na twee à drie minuten nog een keer herhaalt. Op het halve uur slaat hij slechts één keer. De repetitieslag had als doel de eigenaar een tweede kans te geven om te horen hoe laat het is als hij de eerste keer was vergeten te tellen. De oudste klokken gaven het halve uur aan met een zogenoemde dwangslag. De veer die de hamer op de bel doet slaan wordt tijdens het lopen van de klok langzaam gespannen en vervolgens op het halve uur gelost. Bij de latere exemplaren ontbreekt deze voorziening. De meeste klokken hebben één hamer maar er zijn ook exemplaren waar voor het halve uur een tweede hamer is voorzien.
De meeste comtoises hebben ook nog een repetitiewerk, dat de tijd op commando hoorbaar maakt, door aan een touwtje onder het uurwerk te trekken. Dit touwtje kon desnoods worden verlengd naar een andere kamer.
Er bestaan ook comtoiseklokken met meerdere bellen, kwartierslagwerk en zelfs carillons en muziekdozen, maar deze zijn erg zeldzaam. Meestal hebben deze drie gewichten, hoewel er ook een type kwartierslagwerk is met twee gewichten.

## Echappement en slinger
Het echappement  is bij comtoises vanaf 1850 meestal een terugwerkende ankergang en bij oudere comtoises meestal een spillegang waarbij de lepels onder een hoek van 60° staan. 
Klokken met spillegang hebben een vouwslinger met lentille (koperen schijf) of – de heel oude uitvoeringen – een draadslinger met loden klosje. Klokken met ankergang kunnen allerlei slingers hebben, waaronder het type harpslinger en bloemslinger, maar óók een vouwslinger. Sommige bloemslingers hebben een bewegend mechanisme onder in de slinger, zoals een jager waarbij zijn arm met geweer op en neer gaat in het ritme van de slinger.